# Diversidad sexual en Barbados
Las personas lesbianas, gais, bisexuales y transgénero (LGBT) en Barbados no disfrutan de los mismos derechos que las personas no LGBT. Los actos homosexuales son legales desde 2022. En junio de 2016, el fiscal general Adriel Brathwaite dijo que los homosexuales deberían ser "dejados en paz" y protegidos ante la ley.
En agosto de 2016, la Corte Suprema de Belice anuló la prohibición de la sodomía en ese país por considerarla inconstitucional. Debido a que Belice y Barbados (y todos los Estados miembros de CARICOM) comparten una jurisprudencia idéntica[cita requerida], la prohibición de la sodomía en Barbados también es inconstitucional. Sin embargo, a diferencia de Belice, la Constitución de Barbados contiene una "cláusula de salvaguardia", que protege las leyes heredadas por el antiguo Imperio británico de la revisión constitucional, incluso si estas leyes son contrarias a los derechos humanos fundamentales.
Debido a la pequeña población de Barbados, muchos barbadenses LGBT optan por permanecer en el anonimato por temor a que al salir del armario sean expuestos a todo el país. Barbados celebró su primera Semana del Orgullo en julio de 2018. Se organizaron actividades de sensibilización y aceptación en todo el país. Las celebraciones del Orgullo se llevaron a cabo nuevamente en julio de 2019, pero no continuaron en 2020, cuando se cancelaron numerosos festivales debido a la pandemia de COVID-19.
En septiembre de 2020, el gobierno anunció planes para reconocer "alguna forma" de uniones civiles entre parejas del mismo sexo, así como para celebrar un referéndum sobre el matrimonio igualitario. Los planes fueron bien recibidos por algunos activistas por los derechos de los homosexuales, pero criticados por otros, quienes sintieron que la propuesta de unión civil era innecesariamente vaga y que el referéndum matrimonial probablemente fracasaría.